# Phileurus flohri
Phileurus flohri är en skalbaggsart som beskrevs av Hermann Julius Kolbe 1910. Phileurus flohri ingår i släktet Phileurus och familjen Dynastidae. Inga underarter finns listade i Catalogue of Life.